# アレン・ダーラム
アレン・イサイア・ジェレマイア・ダーラム (Allen Isiah Jeremiah Durham, 1988年7月9日 - ) は、Bリーグの琉球ゴールデンキングスでプレーするアメリカ合衆国出身のプロバスケットボール選手。ニックネームは「ハルク Hulk」。アレンは北米バスケットボールリーグのグランドラピッズ・デンジャーのオーナーであり、自らの名を冠した財団を運営している。彼はグレースバイブル大学でのポイント、リバウンド、ブロック記録を保持しており、世界中の複数のリーグでプレーしてきた。

## 大学での経歴
ダーラムはワイオミング・パーク高校を2006年に卒業、グレースバイブル大学に進学した。同大はNCCAAのディビジョンIIに所属していた。彼は同大のコーチ、ゲイリー・ベイリーによって勧誘された。彼は経済的問題のため、1年で同大を去りグランドラピッズ・コミュニティカレッジに編入したが、バスケットボールをプレーしなかった。彼は次のシーズンにグレースに復帰した。
4年次の前に、彼はアイオワ州立大、セントラルミシガン、オハイオ州立大など、いくつかのディビジョンIの学校から加入の誘いを受けた。彼はリンカーン・クリスチャン大との試合で31ポイントを記録し、グレース大の歴代最高を記録した。これは1966年以来の記録更新であった。彼はまたリバウンドでも歴代最高を記録した。彼は2011年に男子バスケットボールのピート・マラヴィッチ賞を受賞した。

## プロとしての経歴

### ディナモ・ブカレスト (2011)
ダーラムはルーマニアのディナモ・ブカレストを契約、プロとしてのキャリアをスタートさせた。プロとしての初戦、CSオトペニ戦で彼は32ポイント13リバウンドを記録したが、チームはオーバータイムの末87-94で敗れた。2戦目、CSSジョルジュ戦では21ポイント13リバウンド4アシストを記録したが、この試合もオーバータイムにもつれ込み86-91で敗れた。彼は18試合に出場し、1試合あたり23.3ポイントと13.7リバウンド（オフェンスリバウンド5.7を含む）を記録した。

### ヴィルパス (2011-2012)
ダーラムはその後、フィンランドのコリスリーガに所属するサロン・ヴィルパスと契約した。デビュー戦となったトルパン・ポジャトとの試合ではオーバータイムとなり、27ポイント19リバウンドを記録。その後出場2戦目となったタンペリーン・ピリント戦では21ポイントを記録し勝利に貢献した。チームは4連敗の後、続く試合で彼は23ポイント12リバウンドを記録、連敗ストップに貢献した。チームは2003年以来のプレーオフに進出し、ヨエンスン・カタジャと対戦した。

### ハポエル・アフラ (2013)
ダーラムはその後、アンソニー・フィッシャーと共にイスラエル・ナショナルリーグのハポエル・アフラと契約した。彼は28試合で平均21ポイント、12.1リバウンドを記録した。

### ナント (2013-2014)
いくつかの契約交渉の後、ダーラムはフランスのPro Bに所属するナントに加入した。彼は44試合で平均18.6ポイント、10.6リバウンド、2.0アシストを記録した。

### バラコ・ブル・エナジー (2014)
ダーラムはその後、フィリピン・バスケットボール・アソシエーション (PBA) のバラコ・ブル・エナジーにエリック・ワイズの後任として加入した。ワイズはバラコ・ブルでは1勝しかできなかった。ダーラムはフランス時代のチームメイトで同リーグのエア21・エクスプレスでプレーするウェズリー・ウィザースプーンの推薦があり、エクスプレスに加入することができたが、彼はバラコ・ブルに加入するまで、休養を取ることを決めた。ダーラムはPBAのデビュー戦で32ポイント24リバウンド10アシストを記録し、エナジーはシーズン開幕7試合で2勝目をあげた。その後、彼は首位のトークン・テキスト・トローパン・テクスターズ戦で28ポイント29リバウンドを記録し、チームは勝利した。しかし、チームはプレーオフのファーストラウンドでトローパン・テクスターズに敗れた。

### 2度目のナント (2014-2015)
2014-15シーズンにナントに復帰したダーラムは1試合当たり平均17ポイントと8.6リバウンドを記録した。

### テキサス・レジェンズ (2015-16)
2015–16シーズンはテキサス・レジェンズに加入、24試合で平均8.8ポイント7.4リバウンドを記録した。

### 3度目のナント (2016)
ナントはシーズン終盤にジョーダン・モーガンの後任としてダーラムを復帰させたと発表した。彼はシュート確率61%、平均19ポイントと10リバウンドを記録した。

### メラルコ・ボルツ (2016)
フランスでプレーした後、ダーラムはメラルコ・ボルツに加入し、PBAに復帰した。アラスカ・エイセズとの試合中に鼻を負傷し、彼はマスクを着用せざるを得なくなった。当初は透明なフェイスマスクを着用したためパフォーマンスが低下した。その後黒いマスクに切り替えると、初戦で32ポイント12リバウンド5アシストというパフォーマンスを発揮した。バランガイ・ジネブラ・サン・ミゲルとのファイナルで、彼はカンファレンスのベストインポートを受賞した。ゲーム1で勝利し、3戦目の後にベストオブ7シリーズで2対1で勝ち上がったにもかかわらず、ボルツはゲーム6で敗れた後、2017年PBAガバナーズカップのタイトルを獲得できなかった。ダーラムはゲーム6で15ポイントしか獲得できず、ジネブラの新加入であるジャスティン・ブラウンリーがダーラムを超えるブザービートの3ポイントを決めて優勝した。

### クラブ・マルヴィン (2017)
ダーラムはその後、ウルグアイのクラブ・マルヴィンにラキントン・ロスに代わって加入した。チームはセミファイナルに進出した。

## ザ・バスケットボール・トーナメント
ダーラムは2019年に初めてザ・バスケットボール・トーナメントに出場した。彼はジャクソンTNアンダードーグスに加わった。チームは8番シードであったにもかかわらず、メンフィスのタイトルを獲得するために3つの印象的な勝利を収め、エリート8の出場権を獲得した。
彼は2020年に再びジャクソンTNから出場する予定であったが、チームは新型コロナウィルス感染症のため出場できなかった。彼らは2021年大会には再び出場することができた。

## 個人成績

### NBA G League
| シーズン | チーム               | GP | GS | MPG  | FG%  | 3P%  | FT%  | RPG | APG | SPG | BPG | PPG |
| -------- | -------------------- | -- | -- | ---- | ---- | ---- | ---- | --- | --- | --- | --- | --- |
| 2015-16  | テキサス・レジェンズ | 24 | 7  | 23.5 | .552 | .444 | .683 | 7.4 | 1.0 | .5  | .8  | 8.8 |
| Career   | Career               | 24 | 7  | 23.5 | .552 | .444 | .683 | 7.4 | 1.0 | .5  | .8  | 8.8 |

### Bリーグ

#### レギュラーシーズン
| シーズン   | チーム | GP | GS | MPG   | FG%  | 3P%  | FT%  | RPG  | APG | SPG | BPG | TO  | PPG  |
| ---------- | ------ | -- | -- | ----- | ---- | ---- | ---- | ---- | --- | --- | --- | --- | ---- |
| B1 2018-19 | 滋賀   | 18 | 18 | 36:13 | .507 | .282 | .703 | 13.2 | 4.5 | 0.9 | 0.5 | 3.0 | 22.3 |
| B1 2020-21 | 新潟   | 35 | 17 | 27:04 | .534 | .362 | .650 | 9.1  | 3.8 | 0.9 | 0.4 | 2.5 | 16.0 |
| B1 2021-22 | 琉球   | 53 | 13 | 24:08 | .543 | .323 | .777 | 7.6  | 2.6 | 0.8 | 0.5 | 1.6 | 14.9 |
| B1 2022-23 | 琉球   | 59 | 15 | 27:21 | .516 | .322 | .701 | 7.7  | 3.6 | 0.9 | 0.3 | 1.9 | 15.6 |
| B1 2023-24 | 琉球   | 53 | 43 | 27:56 | .433 | .292 | .651 | 6.9  | 4.1 | 0.6 | 0.1 | 1.9 | 12.1 |

#### ポストシーズン
| シーズン      | チーム | GP | GS | MPG   | FG%  | 3P%  | FT%  | RPG | APG | SPG | BPG | TO  | PPG  |
| ------------- | ------ | -- | -- | ----- | ---- | ---- | ---- | --- | --- | --- | --- | --- | ---- |
| B1 2021-22 CS | 琉球   | 6  | 0  | 21:59 | .481 | .250 | .586 | 5.3 | 3.0 | 0.2 | 0.3 | 2.2 | 11.5 |
| B1 2022-23 CS | 琉球   | 6  | 0  | 28:05 | .592 | .273 | .733 | 9.0 | 3.2 | 0.8 | 0.5 | 2.7 | 20.0 |
| B1 2023-24 CS | 琉球   | 9  | 9  | 30:14 | .419 | .294 | .621 | 6.2 | 5.1 | 0.3 | 0.2 | 3.0 | 10.6 |

## 私生活
ダーラムはグランドラピッズ・デンジャーのオーナーである。チームはかつてアメリカン・バスケットボール・アソシエーションに所属、2シーズンを経て2018年に北米バスケットボールリーグ (NABL) に移籍した。
ダーラムは妻のクリスタとの間に息子がいる。ダーラムは10人兄弟の1人である。

## 参照
1. 1 2  Holtzwarth, Dean (2010年12月9日). “Grace Bible's small stage doesn't prevent Allen Durham from showing off basketball talent” (英語). mlive. 2022年7月7日閲覧。
2. ↑  “Grace Bible men's basketball team embraces uniqueness en route to success” (英語). mlive (2010年1月30日). 2022年7月7日閲覧。
3. 1 2 3  Henson, Joaquin (2019年11月13日). “Durham eyes ultimate prize”. Philstar.com. 2022年7月7日閲覧。
4. ↑  “Pete Maravich Award - Men's Basketball” (英語). thenccaa.org. 2022年7月7日閲覧。
5. ↑  SCHULTZ, JON (2011年8月6日). “Hope's Will Bowser, Grace Bible's Allen Durham sign with Romanian team” (英語). The Holland Sentinel. 2022年7月7日閲覧。
6. ↑  “Dinamo Bucaresti 87 - Otopeni 94”.   Eurobasket (2011年10月1日). 2020年1月15日閲覧。
7. ↑  “Dinamo Bucaresti 86 - Giurgiu 91”.   Eurobasket (2011年10月8日). 2020年1月15日閲覧。
8. 1 2  “American Vikings: Emmanuel Holloway and Allen Durham starring in Finland” (英語). BallinEurope (2012年1月3日). 2022年7月7日閲覧。
9. ↑  “Vilpas jysäytti Tampereella” (フィンランド語). www.basket.fi (2011年12月30日). 2022年7月7日閲覧。
10. ↑  “Pyrinnön voittoputki yhdeksän ottelun mittainen” (フィンランド語). www.basket.fi (2012年2月24日). 2022年7月7日閲覧。
11. ↑  “Paluun pudotuspeleihin tekevä Vilpas Katajan kiusaksi puolivälieriin” (フィンランド語). www.basket.fi (2012年4月6日). 2022年7月7日閲覧。
12. ↑  “Allen Durham and Anthony Fisher sign with Hapoel Afula” (英語). Latest Basketball News (2012年9月2日). 2022年7月7日閲覧。
13. 1 2  “L'Hermine en contacts avec Allen Durham” (フランス語). Ouest-France.fr (2013年7月24日). 2022年7月7日閲覧。
14. ↑  Gilardit, Fabrice (2013年7月28日). “Allen Durham vient renforcer l'Hermine de Nantes” (フランス語). Inside Basket Europe. 2022年7月7日閲覧。
15. 1 2  “Barako unveils new import Allen Durham against Globalport in bid to turn campaign around” (英語). Spin.ph (2014年6月7日). 2022年7月7日閲覧。
16. ↑  “MONSTER PRESENCE IN THE PAINT” (英語). INQUIRER.net (2014年6月11日). 2022年7月7日閲覧。
17. ↑  Leyba, Olmin (2014年6月9日). “E-Painters blast Kings; E-Cola alive”. Philstar.com. 2022年7月7日閲覧。
18. ↑  Bracher, Jane (2014年6月10日). “Durham, Jensen help Barako Bull upset Talk 'N Text” (英語). Rappler. 2022年7月7日閲覧。
19. ↑  “Talk 'N Text through to PBA semifinals after vengeful win over Barako Bull” (英語). Spin.ph (2017年6月17日). 2022年7月7日閲覧。
20. ↑  “Allen Durham Player Profile, Texas Legends - RealGM”. basketball.realgm.com. 2022年7月7日閲覧。
21. 1 2  Feltman, Asher (2017年10月5日). “Where Are They Now: Business Meets Basketball with Allen Durham” (英語). Texas Legends. 2022年7月7日閲覧。
22. ↑  Conseil, Philippe. “Vertou Basket | DURHAM is BACK !” (フランス語). vertoubasket.fr. 2022年7月7日閲覧。
23. ↑  “Durham Named Forward Of The Year In France; Next Stop: Philippines” (英語). The Official Site of the Grace Christian University Tigers (2016年6月28日). 2022年7月7日閲覧。
24. ↑  Olivares, Rick (2016年6月26日). “Allen Durham: From Michigan to the world | Rick Olivares” (英語). BusinessMirror. 2022年7月7日閲覧。
25. ↑  Ramos, Gerry (2016年8月10日). “Allen Durham says new face mask does the trick after regaining old, deadly form” (英語). Spin.ph. 2022年7月7日閲覧。
26. ↑  Giongco, Mark (2016年10月9日). “TNT’s Castro wins BPC; Meralco’s Durham named Best Import” (英語). INQUIRER.net. 2022年7月7日閲覧。
27. ↑  Ganglani, Naveen (2016年10月20日). “Import Durham tells Meralco ‘remember this feeling’ after finals loss” (英語). RAPPLER. 2022年7月7日閲覧。
28. ↑  “Allen Durham llegó a la playa!!! | Club Malvín” (スペイン語). 2022年7月7日閲覧。
29. ↑  “Malvín le ganó a Hebraica y Macabi y también estiró la serie semifinal” (スペイン語). la diaria (2017年4月26日). 2022年7月7日閲覧。
30. ↑  “Tiger Alum Allen Durham takes part in "The Basketball Tournament"” (英語). The Official Site of the Grace Christian University Tigers. 2022年7月7日閲覧。
31. ↑  Wright, Imanni (2020年7月1日). “The Basketball Tournament set to begin July 4: Here’s what to watch for” (英語). WDIV. 2022年7月7日閲覧。
32. ↑  Medcalf, Myron (2020年7月2日). “Jackson TN Underdawgs out of TBT due to virus” (英語). ESPN.com. 2022年7月7日閲覧。
33. ↑  “15 Jackson TN Underdawgs 64, 2 House of ‘Paign 58” (英語). The Basketball Tournament. 2022年7月7日閲覧。